# Pietro Capparoni

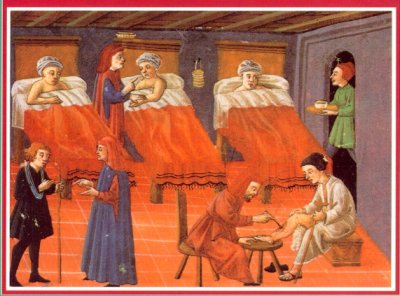
Scuola medica salernitana

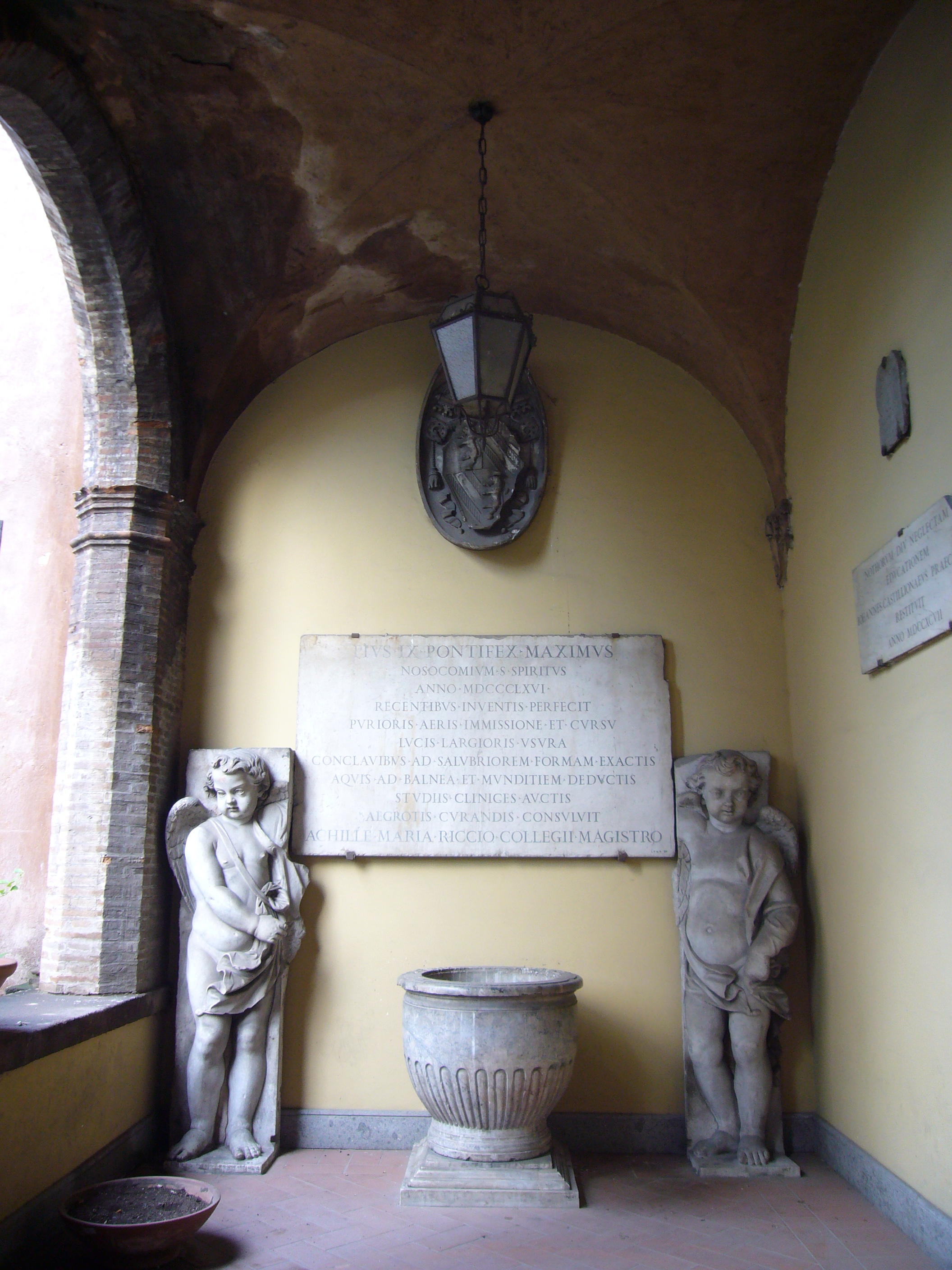
Ospedale di Santo Spirito in Sassia. Museo dell'arte sanitaria

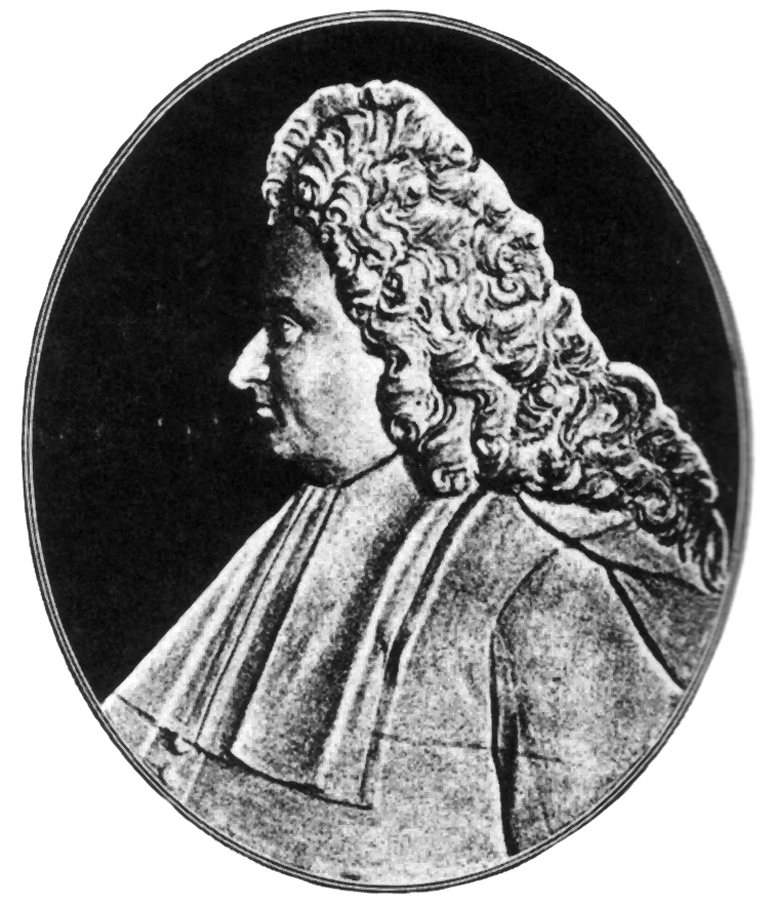
Ritratto del medico Antonio Maria Valsalva

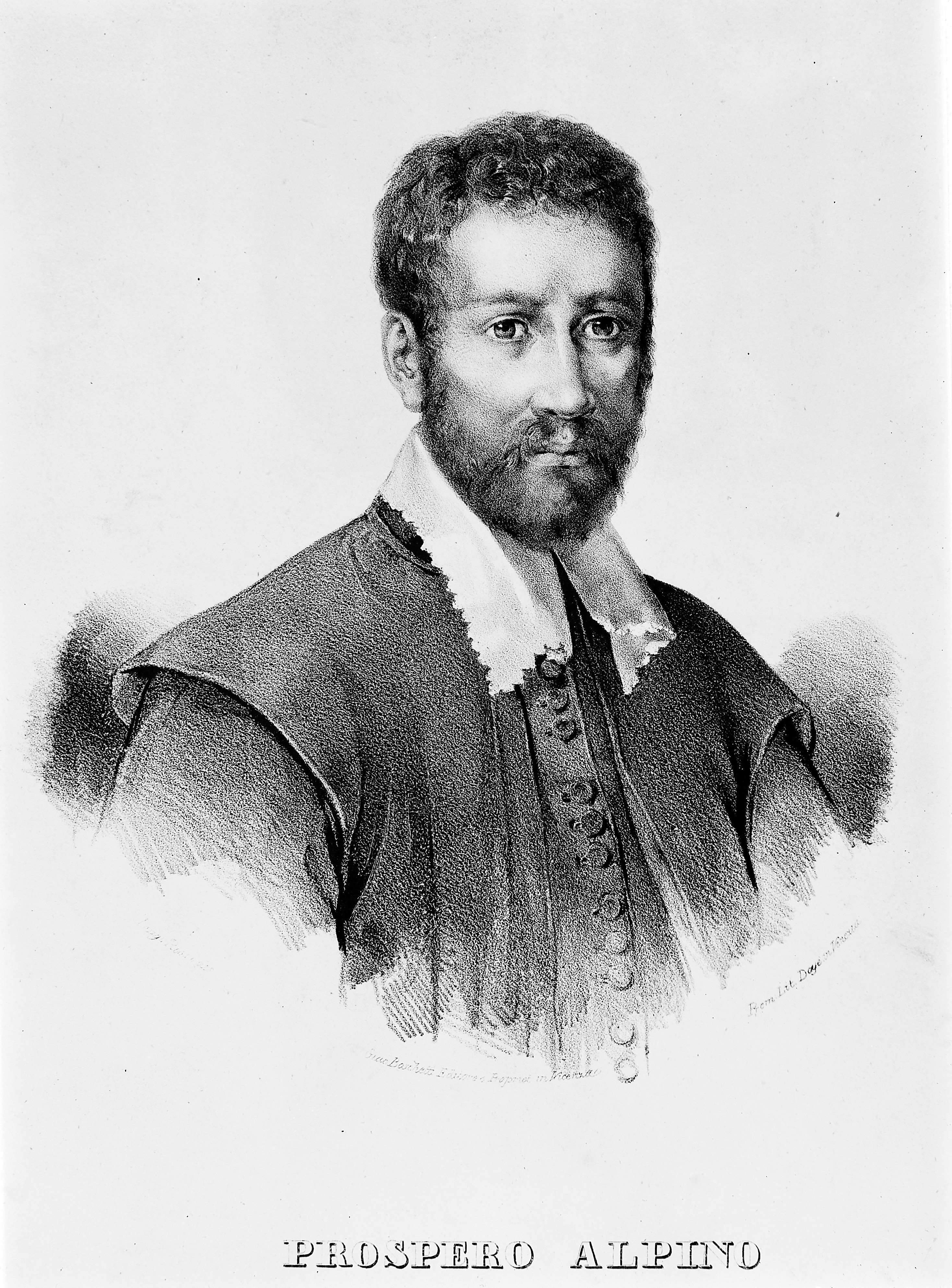
Ritratto del botanico Prospero Alpino

Pietro Capparoni (Roma, 25 aprile 1868 – Roma, 14 maggio 1947) è stato un medico e storico italiano.

## Biografia
Apparteneva a una vecchia famiglia romana, legata alla Curia. Il bisnonno Gaspare (1761-1808) era stato scultore e incisore di gemme; il nonno Giuseppe (1800 ca.-1879) era pittore e incisore; il padre Silverio (1831-1907) era pittore. Sua madre si chiamava Luisa Aloisi. Pietro Capparoni si laureò a Roma nel 1892 in Medicina e Chirurgia. Fu allievo e assistente di Francesco Durante, professore di Clinica chirurgica. Fece viaggi di studio in Asia, Africa e America. Nel 1897, a Bombay, durante un'epidemia di peste collaborò con Waldemar Haffkine, pioniere della vaccinoterapia della peste e del colera.
Sposò Lilian Mitchell, da cui ebbe nel 1906 il figlio, Silverio Henry. Rimasto vedovo, in seconde nozze si unì con Erna Lessler.
Nel 1907, con il suo contributo, nacque la Società italiana di storia della medicina e delle scienze naturali, che tenne i suoi convegni a Perugia (1907), a Faenza (1908), a Venezia (1909) e a Roma (1912). Nel 1911, per gli eventi celebrativi del cinquantenario dell'Unità d'Italia, a Castel Sant'Angelo Capparoni fu commissario ordinatore del reparto della medicina e farmacia, dove fu esposto il primo nucleo del costituendo Museo storico nazionale dell'arte sanitaria.
Durante la guerra, col grado di capitano prestò servizio in reparti chirurgici a Roma e a Salerno, dove si imbatte in rari manoscritti, come egli stesso racconta:
Nel 1920, con Giovanni Carbonelli e con il generale Mariano Borgatti - tutti collezionisti di oggetti e documenti di storia della Medicina - fondò il Museo storico nazionale dell'arte sanitaria che, collegato più tardi con l'Accademia di storia dell'arte sanitaria, per Regio decreto fu dichiarato nel 1934 Museo Storico Nazionale. Nella Sala Capparoni del Museo - all'Ospedale di Santo Spirito in Saxia - sono oggi raccolti anche strumenti chirurgici di bronzo romani ed etruschi, tra cui alcuni provenienti dagli scavi di Pompei.
Pietro Capparoni ha collaborato alla "Rivista di Storia Critica", che ha diretto fino a 1919; alla "Rivista critica delle scienze mediche e naturali", nata nel 1910 e da lui diretta dal 1913 al 1919. Nel 1921 ha ideato con Carbonelli il "Bollettino dell'Istituto storico italiano dell'Arte sanitaria", cui ha collaborato più tardi il suo allievo Adalberto Pazzini.
Capparoni ha avuto la cattedra di Storia della medicina alle Università di Bari (dal 1924), di Pisa (dal 1928) e di Bologna (dal 1931 fino alla pensione). Ha scritto voci per la Enciclopedia italiana di scienze, lettere ed arti, edita dall'Istituto Giovanni Treccani.
Al IX Congresso internazionale di storia della medicina di Bucarest, a settembre 1932,  ha presentato la comunicazione La difesa di Roma contro la peste del 1656-57 come resulta dall'opera del cardinale Gastaldi "de avertenda et profliganda peste". 

### Altri scritti
Un elenco completo degli studi di Capparoni si trova nel suo Curriculum vitae (Terni, 1938) e in Atti e memorie dell'Accademia di storia dell'arte sanitaria, s. 2, XV (1949), pp. 76–83.
- Diplomi di laurea dello Studio Salernitano, 1916.
- Un consulto inedito di Giovanni Arcolani chirurgo del secolo xv, 1918.
- L'Erbolato: discorso reclame per un medico ciarlatano fatto da Ludovico Ariosto, 1926.
- Prospero Alpino (1553-1616):  la sua residenza al Cairo, i suoi studi sulle piante dell'Egitto, sulla medicina e sulle malattie locali, 1929.
- Profili biobibliografici di medici e naturalisti celebri italiani dal sec. XV al sec. XVIII, con correzioni ed a aggiunte, 1932.
- La storia della scoperta della circolazione del sangue, 1932.
- Ricerche sulla morte e sulla tomba di Vesal (nota preventiva), 1923.
- Il manoscritto di Gaspare Aselli sulla scoperta dei vasi chiliferi, 1933.
- La malattia nell'uomo della preistoria e dell'antico Egitto, 1935.
- Lazzaro Spallanzani, 1941.